# Gottlob Eitle
Gottlob Eitle (* 1854; † 7. Mai 1881 in Stuttgart) war ein deutscher Präzeptoratsverweser, Lehrer und sozialistischer Publizist. Er wurde Opfer des unter Reichskanzler Otto von Bismarck erlassenen Sozialistengesetzes.

## Leben
Der Sohn eines württembergischen Kanzleibeamten besuchte Schulen in Stuttgart und Ulm. Danach absolvierte Eitle das Landexamen und wurde am Seminar Schöntal aufgenommen. Dann studierte er an der Philosophischen Fakultät der Universität Tübingen und lebte im Stift Tübingen. Als Lehrer unterrichtete er zunächst am humanistischen Gymnasium in Stuttgart und später in Hohenheim, Großbottwar, Nürtingen, Ebingen und Neuenbürg.
Neben seiner hauptberuflichen Tätigkeit als Präzeptoratsverweser und Lehrer war Eitle verdeckt für die Sozialdemokratie tätig. Er schrieb Artikel in den Arbeiterblättern „Vorwärts“, „Vaterland“ und „Sozialdemokrat“. Seine vorgesetzte Behörde versetzte ihn, als sie von seinen politischen Anschauungen erfuhr, von einer auf die nächste provisorische Lehrerstelle, ohne ihn definitiv anzustellen. In Neuenbürg, wo er nach Nürtingen und Ebingen eine Provisorstelle angetreten hatte, wurde er Ende 1880 u. a. auf Grund des Vorwurfs, sozialdemokratische Schriften verbreitet zu haben, nach einer Denunziation seitens eines Anhängers Johannes Mosts verhaftet. Der Vorwurf, Beteiligung am illegalen Vertrieb sozialdemokratischer Schriften, konnte ihm zwar in den polizeilichen Ermittlungen nicht nachgewiesen werden, doch er reichte aus, ihn vom Staatsdienst zu suspendieren, da er überdies nicht bereit war, sich von der Sozialdemokratie zu distanzieren. Eitle konnte keiner gesetzeswidrigen Handlungen überführt werden, aber der Staat verhängte über ihn Berufsverbot. 
Nach seiner Entlassung aus dem Schuldienst kandidierte der schwer erkrankte Eitle, der sich mittlerweile zur Sozialdemokratie bekannte, bei den Stadtschultheißwahlen vom Januar 1881 in Cannstatt, er starb aber wenige Monate später im Alter von 27 Jahren, krank, vermögenslos und ohne Erwerbsmöglichkeit, weil ihm die Mittel für eine gründliche Heilung fehlten. Seine Krankheit machte es ihm auch unmöglich, in die Schweiz überzusiedeln, wo er eine Lehrerstelle zugesagt bekommen hatte. Seine Beerdigung auf dem Stuttgarter Pragfriedhof gestaltete sich zu einer großen Parteidemonstration, an der zur Überraschung der Polizei über 400 Genossen teilnahmen, obwohl diese an einem Wochentag stattfand. Die Leichenrede hielt der führend am Aufbau der sozialdemokratischen Partei in Württemberg beteiligte Schriftsteller Albert Dulk. Dieser übte in seiner Rede scharfe Kritik am Sozialistengesetz und berief sich dabei auf die Menschenrechte.